# Crax fasciolata
L'hocco faccianuda (Crax fasciolata von Spix, 1825) è un uccello galliforme della famiglia dei Cracidi originario delle regioni centrali del Sudamerica.

## Descrizione

### Dimensioni
Il maschio misura 77-85 cm di lunghezza per 2700-2800 g di peso; la femmina circa 75 cm per 2200-2700 g.

### Aspetto
Gli hocco faccianuda sono gli unici membri del genere Crax ad avere una zona di pelle nuda nera intorno agli occhi. Inoltre, questi uccelli presentano un dimorfismo sessuale piuttosto marcato. I maschi delle tre sottospecie non mostrano grandi differenze tra loro. Il piumaggio è prevalentemente nero. La cera giallastra, appena leggermente rigonfia, forma una protuberanza poco sporgente, anche se più evidente di quella dell'hocco nero. Non possiede caruncole sotto il becco. Le rettrici esterne presentano una sottile striscia bianca all'estremità. Alcuni maschi della sottospecie grayi hanno il ventre di un castano molto chiaro, e si distinguono così dai maschi della sottospecie nominale, che hanno un addome bianco. Le femmine sono fortemente striate sulle parti superiori, sul petto e sulla parte alta del ventre. L'abbondanza di queste striature, così come la colorazione delle regioni inferiori, varia considerevolmente a seconda della sottospecie. Nella sottospecie grayi, la quantità di bianco sulla cresta varia molto a seconda degli individui. I maschi immaturi sono molto simili agli adulti; tuttavia, presentano una piccola macchia gialla sulla pelle nuda dietro l'occhio.

### Voce
L'hocco faccianuda è una specie territoriale. Inoltre, è anche molto rumoroso. I suoi richiami possono essere uditi di frequente nelle radure e lungo i corsi d'acqua. Il tipo di richiamo più comune è composto da tre note e dura poco meno di un secondo.

## Biologia

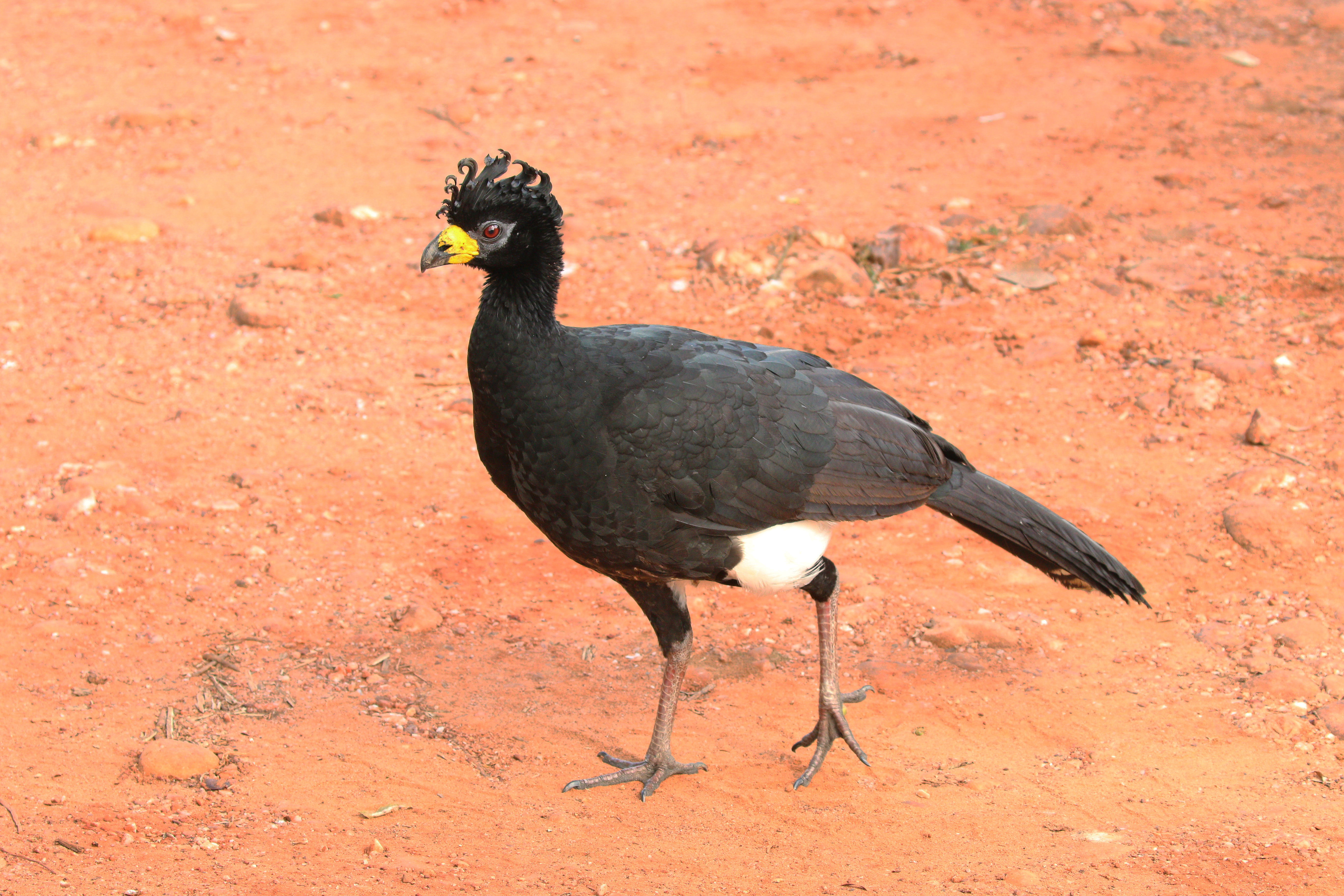
Un maschio nel Pantanal (Brasile).

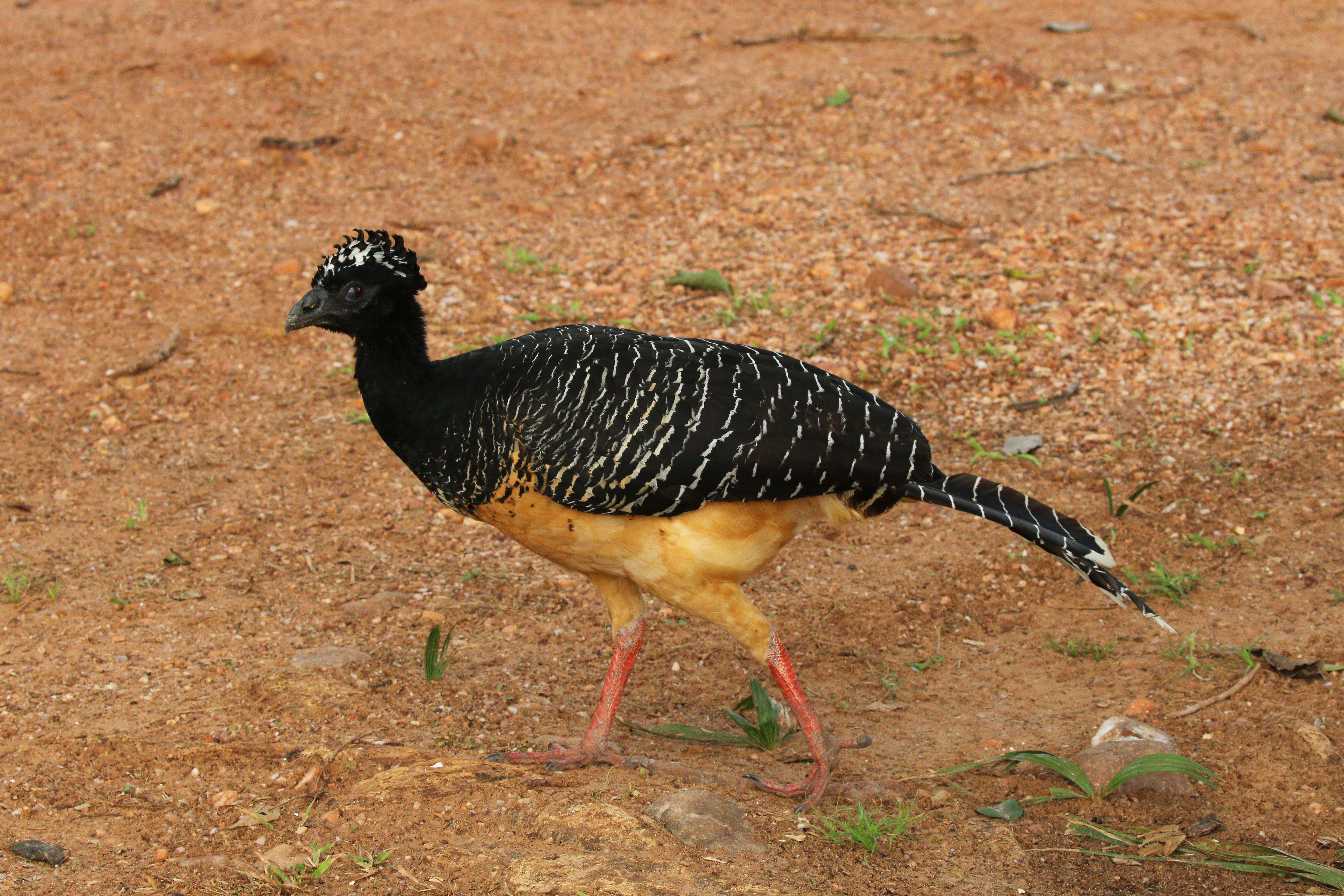
Una femmina nel Pantanal (Brasile).

Conosciamo ben poco sul comportamento di questo uccello. A differenza della maggior parte degli hocco, questo cracide va in cerca di cibo da solo o talvolta in coppia. Esamina specialmente le zone di terreno dove ha maggiori probabilità di trovare della frutta caduta. Visita anche le saline o i terreni ricchi di sale. Dopo la riproduzione, l'hocco faccianuda vive in piccoli gruppi familiari che stabiliscono i propri dormitori sugli alberi. Rimane fedele al proprio luogo di riposo per molte notti. Tuttavia, nelle nottate ben illuminate dalla luna, manifesta la sua inquietudine e preferisce spostarsi verso un altro luogo nelle vicinanze. Quando è agitato o si sente minacciato, apre e chiude la coda molto di frequente. Agita nervosamente la testa da un lato all'altro e solleva le rettrici. Nel Mato Grosso e nel Pantanal, è considerato un uccello sedentario, ma la stessa ipotesi deve essere valida anche per il resto del suo territorio, in quanto non sono mai stati segnalati movimenti particolari.

### Alimentazione
Gli hocco faccianuda hanno una dieta mista. Tuttavia, consumano soprattutto frutta caduta a terra. Mangiano anche semi, fiori e nettare, specialmente quelli degli alberi del genere Tabebuia. Il loro menu è completato da chiocciole d'acqua dolce, cavallette, raganelle e altri piccoli animali. È probabile che il sale giochi un ruolo importante nell'equilibrio della loro alimentazione, in quanto questi uccelli visitano spesso terreni salati.

### Riproduzione
In Paraguay, la stagione di nidificazione ha luogo prima del mese di dicembre. In Brasile, essa va da settembre e gennaio. Gli hocco faccianuda costruiscono il loro nido tra gli alberi, fino a 4 metri di altezza dal suolo. Spesso è nascosto sotto un ciuffo di piante rampicanti. Il nido è una piattaforma costruita con rami, ramoscelli, steli e foglie. L'interno viene rivestito di foglie. La femmina vi depone tra 2 e 5 uova che cova per circa 30 giorni. Alla nascita i pulcini sono già ricoperti di piume e hanno gli occhi aperti. Sono precoci e nel giro di pochi giorni sono già in grado di muoversi. Dopo l'involo, i giovani rimangono nel proprio gruppo familiare per diversi mesi.

## Distribuzione e habitat
L'hocco faccianuda ha un areale molto vasto, che si estende attraverso il Brasile, il Paraguay, le regioni orientali della Bolivia e l'estremità settentrionale dell'Argentina. Ne vengono riconosciute tre sottospecie. C. f. pinima è diffusa nel nord-est del Brasile, mentre C. f. fasciolata vive nelle regioni centrali e sud-occidentali del Brasile, a sud del Rio delle Amazzoni, oltre che in Paraguay e nel nord dell'Argentina. La terza sottospecie, C. f. grayi, vive nell'est della Bolivia, dove è particolarmente numerosa negli habitat di savana. In Brasile, la sottospecie nominale è molto comune nella fascia di territorio che si estende dal Minas Gerais e dal Goiás fino al Pantanal e al Mato Grosso do Sul.
Come praticamente tutti i suoi congeneri, l'hocco faccianuda è una specie di foresta. Vive nelle boscaglie umide o nelle foreste di latifoglie semi-decidue. Si trova spesso ai margini delle zone boschive. Nelle regioni costiere, si aggira talvolta lungo le spiagge, in particolare all'alba e al crepuscolo. Tuttavia, per il resto della giornata, ritorna al suo habitat naturale, in quanto ha bisogno degli alberi per il nutrimento e per la nidificazione.

## Tassonomia
Come affermato prima, ne vengono riconosciute tre sottospecie:
- C. f. fasciolata von Spix, 1825, diffusa nelle regioni centrali e sud-occidentali del Brasile (a sud del Rio delle Amazzoni), in Paraguay e nell'Argentina settentrionale (nelle province di Formosa, Chaco, Corrientes e Misiones);
- C. f. pinima Pelzeln, 1870, endemica del Brasile nord-orientale e diffusa nel Pará nord-orientale (ad est del corso inferiore del Tocantins) e nel Maranhão settentrionale; tuttavia, non viene più avvistata in natura dal 1970;
- C. f. grayi Ogilvie-Grant, 1825, diffusa nelle regioni orientali della Bolivia (dipartimenti di Beni e Santa Cruz).

Talvolta, la rarissima sottospecie pinima, caratterizzata da minori dimensioni (65 cm circa di lunghezza) e colorazione più scura del dorso (con striature molto scarse o addirittura assenti) e più chiara del ventre (che appare biancastro invece che color ruggine o camoscio), viene considerata una specie separata.

## Conservazione
Secondo BirdLife International, non conosciamo con esattezza l'entità delle popolazioni di questa specie. Tuttavia, essa è considerata abbastanza comune. Tuttavia, la densità di popolazione è molto irregolare. La roccaforte della specie si trova nelle regioni sud-occidentali del Brasile (Minas Gerais, Mato Grosso, Pantanal). Negli stati di San Paolo e del Paraná le popolazioni si sono ormai notevolmente ridotte. La sottospecie pinima del Piauí e del Maranhão è quasi estinta. In Argentina e Paraguay, il numero di esemplari è piuttosto basso.
Sebbene la specie occupi ancora un territorio abbastanza vasto, essa è scomparsa da molte regioni a causa della distruzione dell'habitat e della caccia. Nel piano di conservazione dei cracidi messo in atto dalla IUCN, la salvaguardia di questa specie è considerata come un'«alta priorità». È attualmente in atto una ricerca sul campo dedicata alla raccolta di ulteriori informazioni sul numero di esemplari e sulle condizioni degli habitat nei quali vivono, in particolare nella parte centrale del Brasile.